# Кудерский, Афанасий Иович
Афанасий Иович Кудерский (2 мая 1904, Умань, Киевская губерния — 23 мая 1966, Севастополь) — капитан 2-го ранга Военно-морского флота СССР, участник Великой Отечественной войны, Герой Советского Союза (1944).

## Биография
Афанасий Кудерский родился 20 апреля (по новому стилю — 2 мая) 1904 года в Умани. После окончания реального училища работал сначала на опытной станции, затем на кирпичном заводе. В 1926 году Кудерский был призван на службу в Военно-морской флот СССР. Окончил школу машинистов Черноморского флота и курсы начсостава. С июня 1941 года — на фронтах Великой Отечественной войны. Принимал участие в обороне Одессы и Севастополя.
К маю 1944 года капитан-лейтенант Афанасий Кудерский командовал отрядом торпедных катеров 1-й бригады торпедных катеров Черноморского флота. К тому времени он совершил 230 боевых походов. Экипаж его катера потопил 3 транспорта, 3 десантных баржи, перевёз более 700 десантников, провёл 85 минных постановок, сбил 1 самолёт противника.
Указом Президиума Верховного Совета СССР от 16 мая 1944 года за «мужество, отвагу и героизм, проявленные в борьбе с немецкими захватчиками» капитан-лейтенант Афанасий Кудерский был удостоен высокого звания Героя Советского Союза с вручением ордена Ленина и медали «Золотая Звезда» за номером 3795.
Участвовал в Параде Победы, командовал сводной ротой моряков. В 1948 году в звании капитана 2-го ранга Кудерский был уволен в запас. Проживал в Севастополе, активно занимался общественной деятельностью. Избирался депутатом Нахимовского райсовета и заместителем председателя Нахимовского районного комитета народного контроля. Скончался 23 мая 1966 года. Похоронен на Мемориальном братском кладбище советских солдат в микрорайоне Дергачи.
Был также награждён двумя орденами Красного Знамени, двумя орденами Красной Звезды, рядом медалей.
Катер Кудерского установлен в качестве памятника в Карантинной Слободе Севастополя. В честь Кудерского установлен памятный знак в Карантинной бухте Севастополя.

## Награды
- Медаль «За оборону Одессы» (22.12.1942)[2]
- Медаль «За оборону Севастополя» (22.12.1942)
- Орден Красной Звезды (31.07.1943)
- Орден Красного Знамени (19.10.1943)
- Медаль «За оборону Кавказа» (01.05.1944)
- Герой Советского Союза (Орден Ленина и медаль «Золотая звезда») (16.05.1944)
- Орден Красной Звезды (03.11.1944)
- Медаль «За победу над Германией в Великой Отечественной войне 1941—1945 гг.» (09.05.1945)
- Орден Красного Знамени (24.06.1948)